# Каунаски округ
Каунаски округ (литв. Kauno apskritis) је округ у републици Литванији, у њеном средишњем делу. Управно средиште округа је истоимени град Каунас. Округ се протеже кроз три литванске историјске покрајине: Џукију, Сувалкију и Аукштајтију.
Површина округа је 8.089 km², а број становника у 2008. год. је 763.706 становника.

## Положај
Каунаски округ је унутаркопнени округ у Литванији. То је и једини округ у земљи који не излази на државне границе. На истоку се округ граничи са округом Вилњус, на североистоку са округом Паневежис, на северу са округом Шауљај, на северозападу са округом Таураге, на западу са округом Маријамполе и на југу са округом Алитус.

## Општине
- Бирштонас општина
- Јонава општина
- Каишиадорис општина
- Каунас град
- Каунас општина
- Кедајњај општина
- Пријенај општина
- Расејњај општина